# Andrew Gelman

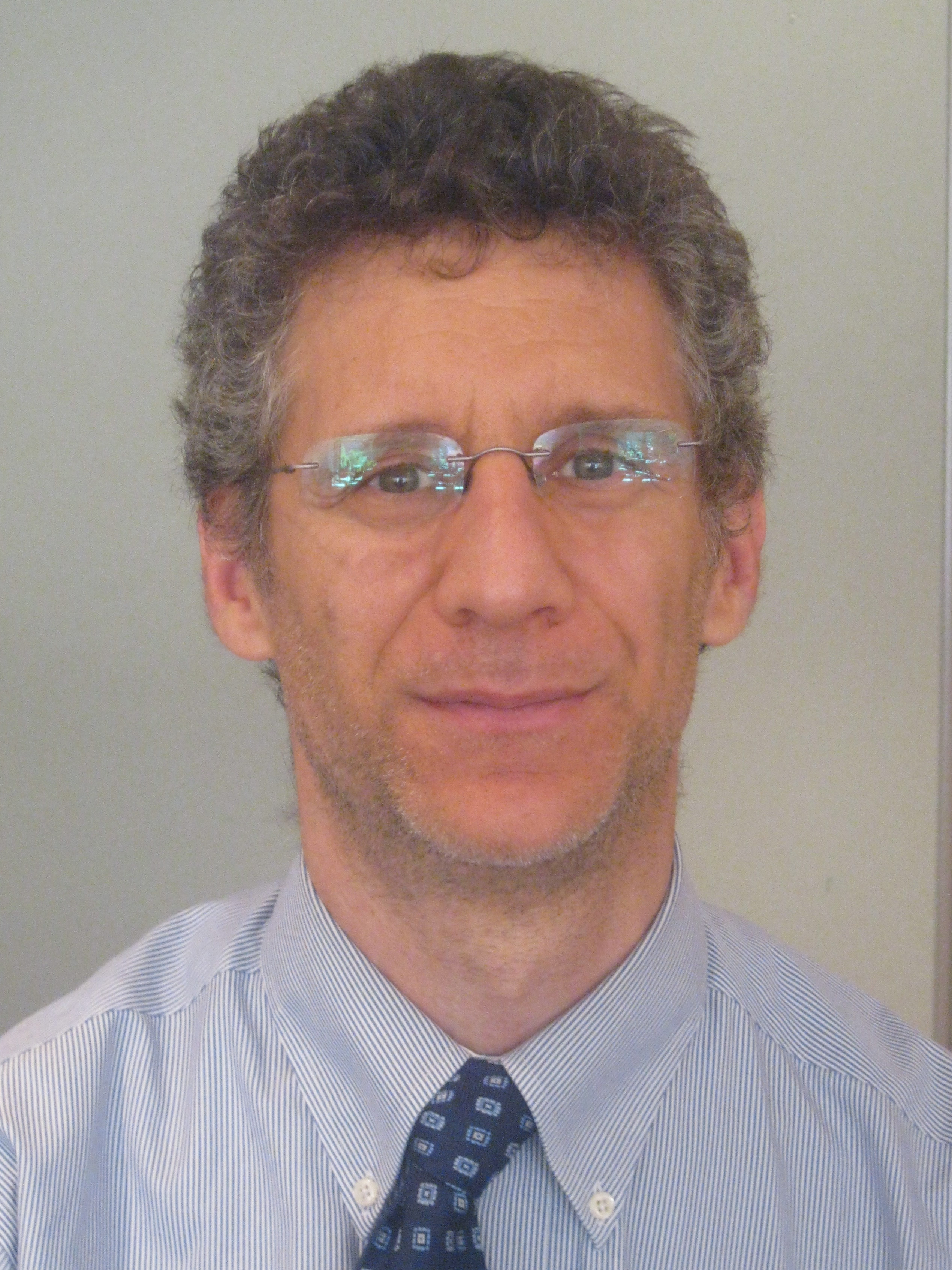
Andrew Gelman (2012)

Andrew Gelman ist Professor für Statistik und Politikwissenschaft und Direktor eines Forschungszentrums für angewandte Statistik an der Columbia University.
Gelman hat sich in seiner Forschung mit Fragestellungen zu vielen unterschiedlichen Themengebieten beschäftigt, etwa zu Methoden in der Umfrageerhebung, zur Toxikologie und zu bildgebenden Verfahren in der Medizin. Er ist Mitverfasser eines Lehrbuches über Bayessche Datenanalyse und schreibt in einem eigenen Blog über Fragen der Anwendung von Statistik in den Sozialwissenschaften.
Für seine wissenschaftliche Arbeit hat Gelman zahlreiche Auszeichnungen erhalten, darunter den Award for Best Article Published der Fachzeitschrift American Political Science Review und dreimal den Outstanding Statistical Application Award der American Statistical Association. Er ist ein gewählter Fellow des Institute of Mathematical Statistics und der American Statistical Association. 2020 wurde Gelman in die American Academy of Arts and Sciences gewählt.

## Schriften
- Andrew Gelman, David Park, Boris Shor, Joseph Bafumi und Jeronimo Cortina: Red State, Blue State, Rich State, Poor State: Why Americans Vote the Way They Do. Princeton University Press, 2008. ISBN 978-0-691-13927-2
- Andrew Gelman und Jennifer Hill: Data Analysis Using Regression and Multilevel/Hierarchical Models. Cambridge University Press, 2006. ISBN 978-0-521-68689-1
- Andrew Gelman und Deborah Nolan: Teaching Statistics: A Bag of Tricks. Oxford University Press, 2002. ISBN 978-0-19-857224-4
- Andrew Gelman et al.: Bayesian Data Analysis (3. Auflage). Chapman & Hall/CRC, 2013. ISBN 978-1-4398-4095-5; Homepage zum Buch